# Ирак на летних Олимпийских играх 1960
Ирак принимал участие в Летних Олимпийских играх 1960 года в Риме во второй раз за свою историю, и завоевал одну и единственную бронзовую медаль за всю историю выступлений Ирака на Летних олимпийских игр.

## Бронза
- Тяжёлая атлетика, мужчины — Абдул Вахид Азиз.